# 41. Division (Japanisches Kaiserreich)
Die 41. Division (jap. 第41師団, Dai-yonjū-ichi Shidan) war eine Division des Kaiserlich Japanischen Heeres, die 1939 aufgestellt und 1945 aufgelöst wurde. Ihr Tsūshōgō-Code (militärischer Tarnname) war Fluss-Division (河兵団, Kawa-heidan) oder Kawa 3560.

## Geschichte der Einheit
Die 41. Division wurde am 30. Juni 1939 unter dem Kommando von Generalleutnant Tanabe Moritake als Triangulare Division in Utsunomiya, Japan, aufgestellt und bestand hauptsächlich aus der 41. Infanterie-Brigade (237., 238. und 239. Infanterie-Regiment), dem 41. Kavallerie-Regiment, dem 41. Gebirgsartillerie-Regiment und dem 41. Pionier- und Transport-Regiment. Das Hauptquartier der ca. 15.000 Mann starken Division lag in Yongsan-gu, Korea.
Während des Zweiten Japanisch-Chinesischen Krieges wurde die Division im Oktober 1939 nach China in die Provinz Shanxi beordert, wo sie der 1. Armee unterstand und Sicherungsaufgaben im Hinterland übernahm. Ab 1. März 1941 übernahm Generalleutnant Shimizu Tsunenori die Division. Am 1. Juli 1942 wurde Tsunenori durch Generalleutnant Abe Heisuke abgelöst.
In Anbetracht der schlecht verlaufenden Schlacht um Guadalcanal entschied der Daihon’ei (Japanischer Generalstab) im Dezember 1942, über 100.000 Mann nach Lae auf das Territorium Neuguinea zu beordern. Das Unternehmen wurde Operation No. 81 genannt und sah vor, im Januar/Februar 1943 die 20., 41. und 51. Division nach Lae auf Neuguinea zu bringen, um die dort stationierte 18. Armee zu verstärken. Während die 51. Division schwerste Verluste während der Anfahrt auf dem Seeweg in der Schlacht in der Bismarcksee hinnehmen musste, traf die 41. Division über die Stationen Tsingtau und Palau ohne Verluste im Februar in Madang auf Neuguinea ein.
Am 30. Juni 1943 landeten amerikanische und australische Truppen in der Nassau Bay, um Neuguinea zurückzuerobern. Es entwickelten sich zahlreiche Kämpfe zwischen den fünf gelandeten alliierten Divisionen und der 18. Armee, in der die Japaner immer weiter Richtung Huon-Halbinsel zurückgedrängt wurden. Dort entwickelte sich ab September 1943 die Schlacht um die Huon-Halbinsel, die bis zum 1. März 1944 anhielt und mit dem Rückzug der Japaner endete. In den Kämpfen wurde Generalleutnant Abe verwundet und wurde durch Generalleutnant Mano Gorō ersetzt. Inzwischen war die 41. Division durch Kämpfe, Krankheiten und Unterernährung immer weiter reduziert worden und zählte im Juli 1944 von ehemals 20.000 Mann nur noch ca. 8500 Soldaten. Gegen Ende des Krieges zählte die Division nur noch wenige Überlebende, die sich im September 1945 den Alliierten ergaben.
Die 41. Division wurde im September 1945 aufgelöst.

## Gliederung
Im Juni 1939 erfolgte die Aufstellung als Typ B „Standard“ Division als Triangulare Division wie folgt:
- 41. Infanterie-Divisions-Stab (ca. 410 Mann)
  - 41. Infanterie-Brigade Stab (ca. 150 Mann)
    - 237. Infanterie-Regiment (ca. 3845 Mann)
    - 238. Infanterie-Regiment (ca. 3845 Mann)
    - 239. Infanterie-Regiment (ca. 3845 Mann)

  - 41. Kavallerie-Regiment (ca. 600 Mann)
  - 41. Gebirgsartillerie-Regiment (2100 Mann; 36 Typ 41 75-mm-Gebirgsgeschütze)
  - 41. Pionier-Regiment (ca. 900 Mann)
  - 41. Signal- und Fernmelde-Einheit (ca. 220)
  - 41. Transport-Regiment (ca. 2820 Mann)
  - 41. Versorgungs-Kompanie (ca. 185 Mann)
  - 41. Sanitäts-Einheit (ca. 1000 Mann)
  - 41. Feldhospital (Drei Feldhospitäler mit jeweils ca. 250 Mann)
  - 41. Wasserversorgungs- und -aufbereitungs-Einheit (ca. 160 Mann)
  - 41. Veterinär-Hospital (ca. 100 Mann)

Gesamtstärke: ca. 20.686 Mann